# مات ثورنتون
مات ثورنتون (بالإنجليزية: Matt Thornton) هو لاعب كرة قاعدة أمريكي، ولد في 15 سبتمبر 1976 في ثري ريفر في الولايات المتحدة.

## وصلات خارجية
- مات ثورنتون على موقع دوري كرة القاعدة الرئيسي (الإنجليزية)
- مات ثورنتون على موقعبيزبول رفرنس.كوم (الدوري الرئيسي) (الإنجليزية)
- مات ثورنتون على موقعبيزبول رفرنس.كوم (الدوري الثانوي) (الإنجليزية)
- مات ثورنتون على موقع إي إس بي إن.كوم (أم.أل.بي) (الإنجليزية)
- مات ثورنتون على موقع مشجعي الرسوم البيانية (الإنجليزية)